# 基尼奇·阿哈夫火山口

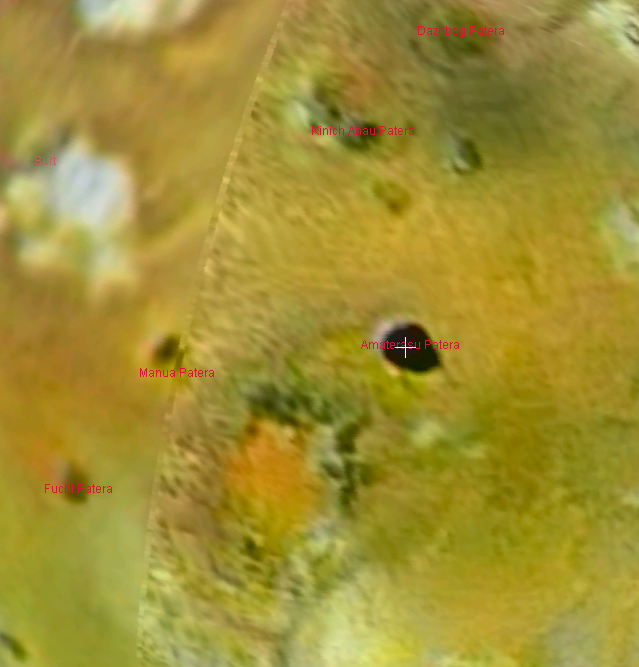
基尼奇·阿哈夫火山口，美国宇航局世界风截图，点击放大。

基尼奇·阿哈夫火山口（Kinich Ahau Patera）是木卫一上的一座火山口或带扇贝状边缘的不规则火山坑，直径约 45 公里，位于北纬49.35度、西经310.25处，其名称取自玛雅太阳神基尼奇·阿哈夫。
基尼奇·阿哈夫火山的东北毗邻巨大的达日博格火山口、东南偏南和西南分别坐落了天照火山口和马努阿火山口，这三座火山口的直径都比基尼奇·阿哈夫火山口大。